# 이호종 (1929년)
이호종(1929년 5월 3일 ~ 2014년 10월 1일)은 대한민국의 정치인이다. 제10대 국회의원, 제41·42대 고창군수를 역임했다.

## 역대 선거 결과
|  | 48.77% |

|  | 28.48% |

|  | 12.99% |

|  | 22.91% |

|  | 36.49% |

|  | 51.03% |

|  | 69.99% |

|  | 32.26% |